# Wereldverbond van de Arbeid
Het Wereldverbond van de Arbeid (WVA) was een internationale vereniging van 144 vakbonden uit 116 landen met een totaal van 26 miljoen leden (oktober 2001). Het WVA was gevestigd in Brussel, België. Op 1 november 2006 smolt het WVA samen met het Internationaal Verbond van Vrije Vakverenigingen tot het Internationaal Vakverbond, 's werelds grootste vereniging van vakbewegingen.

## Geschiedenis
Het WVA werd opgericht in 1920 in Den Haag, Nederland als Internationaal Christelijk Vakverbond. De Nederlanders Pieter Jozef Serrarens, secretaris van het het RK Vakbureau, en Herman Amelink, secretaris van het Christelijk Nationaal Vakverbond in Nederland, waren respectievelijk de eerste secretaris-generaal en penningmeester van de organisatie, de Zwitser Joseph Scherrer de eerste voorzitter. Serrarens werd nadien als secretaris-generaal opgevolgd door de Belg August Vanistendael in 1952. De naamswijziging naar WVA werd in 1968 doorgevoerd op het 16de Congres in Luxemburg.
Doelstelling was om op een autonome en onafhankelijke manier de belangen van de werknemers te verdedigen, daarbij rekening houdend met de menselijke waardigheid. Als dusdanig was het het oudste bestaande internationaal verbond van vakbonden.
Het congres van het WVA kwam iedere 4 jaar bijeen en stond onder meer in voor het bepalen van de beleidslijn en het verkiezen van een voorzitter en een secretaris-generaal. Het WVA bestond verder uit een aantal regionale organisaties en beroepsorganisaties.
De internationale benamingen van het WVA waren: WCL (World Confederation of Labour), CMT (Confédération Mondiale du Travail) of CMT (Confederación Mundial del Trabajo).
Aangesloten vakcentrales in Nederland waren: het Nederlands Katholiek Vakverbond (NKV) (totdat dit in 1982 in de Federatie Nederlandse Vakbeweging (FNV) opging) en het Christelijk Nationaal Vakverbond (CNV); in België: het Algemeen Christelijk Vakverbond (ACV).

## Structuur

### Bestuur
| Periode                               | Voorzitter                                |
| Internationaal Christelijk Vakverbond | Internationaal Christelijk Vakverbond     |
| ------------------------------------- | ----------------------------------------- |
| 1920 - 1928                           | Joseph Scherrer                           |
| 1928 - 1933                           | Bernhard Otte (GCGD)                      |
| 1933 - 1937                           | Jules Zirnheld (CFTC) Henry Pauwels (ACV) |
| 1937 - 1940                           | Jules Zirnheld (CFTC)                     |
|                                       |                                           |
| 1946 - 1960                           | Gaston Tessier (CFTC)                     |
| 1961 - 1968                           | Maurice Bouladoux (CFTC)                  |
| Wereldverbond van de Arbeid           |                                           |
| ...                                   | Jef Houthuys (ACV)                        |
| 1989 - 1997                           | Willy Peirens (ACV)                       |
| 1997 - 2001                           | Fernand Kikongi                           |
| 2001 - 2006                           | Basile Mahan Gahé (Dignité)               |

| Periode                               | Secretaris-generaal                   |
| Internationaal Christelijk Vakverbond | Internationaal Christelijk Vakverbond |
| ------------------------------------- | ------------------------------------- |
| 1920 - 1952                           | Jos Serrarens                         |
| 1952 - 1967                           | August Vanistendael                   |
| Wereldverbond van de Arbeid           |                                       |
| 1968 - 1976                           | Jean Brück                            |
| 1976 - 1989                           | Jan Kułakowski                        |
| 1989 - 1996                           | Carlos Custer                         |
| 1996 - 2006                           | Willy Thys                            |